# Cirolana manorae
Cirolana manorae är en kräftdjursart som beskrevs av Bruce och Javed 1987. Cirolana manorae ingår i släktet Cirolana och familjen Cirolanidae. Inga underarter finns listade i Catalogue of Life.